# Крал на ринга (1993)
Крал на ринга (1993) (на английски: King of the Ring) е първото годишно pay-per-view събитие от поредицата Крал на ринга, продуцирано от Световната федерация по кеч (WWF). Събитието се провежда на 13 юни 1993 г. в Дейтън, Охайо.

## Обща информация
Събитието е резултат от решението на WWF да превърне годишния си турнир Крал на ринга в телевизионно събитие. Карда включва десет мача, които са резултат от сюжетни линии и имат резултати, предварително определени от WWF.
Централният фокус на това PPV събитие е самият турнир. Кечистите се включват в турнира, като участват в квалификационни мачове по телевизионните програми на WWF, а вторият, третият и четвъртият кръг на турнира са излъчени по телевизията под формата на pay-per-view. Брет Харт печели турнира, побеждавайки Рейзър Рамон, Мистър Пърфект и Бам Бам Бигелоу. Той е нападнат от Джери Лоулър по време на церемонията по коронацията, което довежда до вражда, продължила повече от две години. В допълнение към турнира, събитието включва Йокозуна, побеждаващ Хълк Хоган за Световната титла в тежка категория на WWF, както и Шон Майкълс, който запазва колана си в мач срещу Кръш за Интерконтиненталната титла на WWF.
Отзивите за събитието са главно положителни. Няколко рецензенти наричат мачовете на Брет Харт най-важната точка на PPV. Мачът за Интерконтиненталната титла получава положителни отзиви, но завършекът на мача на Световната титла, в който участва Хълк Хоган в последната му PPV изява в WWF до 2002 г., е критикуван. На събитието присъстват 6500 фенове - най-ниската посещаемост от всяко събитие Крал на ринга. Събитието е издадено на VHS в Северна Америка и на VHS и DVD в Обединеното кралство.

## Резултати
| №                                                                        | Резултати | Правила                                                                  | Време      |
| ------------------------------------------------------------------------ | --- | ------------------------------------------------------------------------ | ---------- |
| 1Т                                                                       | Папа Шанго (ш) побеждава Оуен Харт | Индивидуален мач за Обединената световна титла в тежка категория на USWA | Неизвестно |
| 2                                                                        | Брет Харт поб. Рейзър Рамон | Четвъртфинал за Крал на ринга                                            | 10:25      |
| 3                                                                        | Мистър Пърфект поб. Мистър Хюс (с Харви Уипълман) чрез дисквалификация | Четвъртфинал за Крал на ринга                                            | 06:02      |
| 4                                                                        | Бам Бам Бигелоу поб. Джим Дъгън | Четвъртфинал за Крал на ринга                                            | 04:59      |
| 5                                                                        | Лекс Лугър срещу Татанка приключва с равенство, поради край на времето | Четвъртфинал за Крал на ринга                                            | 15:00      |
| 6                                                                        | Брет Харт поб. Мистър Пърфект | Полуфинал за Крал на ринга                                               | 18:56      |
| 7                                                                        | Йокозуна (с Мистър Фуджи) поб. Хълк Хоган (ш) (с Джими Харт) | Индивидуален мач за Световната титла в тежка категория на WWF            | 13:09      |
| 8                                                                        | Димящите дула (Барт Гън и Били Гън) и Братята Стайнър (Рик Стайнър и Скот Стайнър) поб. Разбивачите на глави (Фату и Саму) (с Афа Аноаи) и Пари ООД (Ървин Р. Шистър и Тед Дибиаси) | Осморен отборен мач                                                      | 06:49      |
| 9                                                                        | Шон Майкълс (ш) (с Дизел) поб. Кръш | Индивидуален мач за Интерконтинентална титла на WWF                      | 11:14      |
| 10                                                                       | Брет Харт поб. Бам Бам Бигелоу | Финал за Крал на ринга                                                   | 18:11      |
| - (ш) – указва шампиона/шампионите в мача - Т – показва, че мача е тъмен | |                                                                          |            |